# نشان ملی لهستان
نشان ملی لهستان (به لهستانی: Orzeł Biały) آرم ملی کشور لهستان است. نقش این نشان عقاب سفید با نوک و پنجه طلایی به همراه یک تاج طلایی می‌باشد. زمینه نشان ملی لهستان قرمز است.

## نگارخانه